# Nicolaus Dierling
Nicolaus Dierling (* um 1735 in Bartelshagen II bei Barth; † 3. August 1801 in Damgarten) war ein Schiffbaumeister und Werftleiter in Damgarten.

## Leben
Dierling entstammt der in Bartelshagen ansässigen Familie Dierling, genannt auch Döring oder Düring. Das älteste, hier nachweisbare Familienmitglied ist Bartold/Barthel, der Vater von Nikolaus, dessen erste, namentlich nicht bekannte Ehefrau 1740 in Bartelshagen verstarb. Sie dürfte die Mutter von Nikolaus gewesen sein. Der Vater heiratete ein zweites Mal, Barbara Örgel, die 1768 ebenfalls in Bartelshagen verstarb. Zu diesem Zeitpunkt war der Vater noch am Leben.
Das Geburtsjahr von Nikolaus Dierling ist nicht bekannt. Sein vollständiger Name lautet Johann (Hans) Niclas Barthold Dierling. Das erste sichere Datum ist das seiner Einsegnung in Lüdershagen 1747. Da er damals etwa 11 bis 15 Jahre alt gewesen sein muss, wird sein Geburtsjahr um 1735 gelegen haben.
Seine erste Schulbildung erlangte Dierling sicherlich beim Pfarrer in Lüdershagen, wo Bartelshagen eingepfarrt war. Hierzu sind Details nicht bekannt. Er nahm eine Lehre als Schiffbauer in Stralsund bei dem britischstämmigen, schwedischen Schiffbauer Fredrik Henrik af Chapman (1721–1808), der damals für Schwedisch-Pommern tätig war und dort 1760 bis 1762 eine Werft leitete. Von Chapman ist bekannt, dass er seine Arbeit unter Zuhilfenahme von Strömungsexperimenten ausführte, wozu er durch seine Beschäftigung mit Mathematik und Physik in der Lage war. Seine Prinzipien legte er in seinem Buch „Architectura Navalis Mercatoria“, gedruckt 1768 in Stockholm mit zahlreichen Konstruktionsplänen dar (Nachdrucke und Übersetzungen 1775, 1781 sowie zahlreiche Ausgaben in neuerer Zeit). Inwieweit Dierling hiervon beeinflusst wurde, lässt sich nicht sagen. 1764 wohnte Nicolaus Dierling nachweislich in Damgarten.
Dierling übernahm 1764 die Damgarter Werft Marx und Krüger, die er zu einem florierenden Unternehmen führte. Hier wurden vor allem Schiffe der Typen Galeasse, Schoner und Brigg gebaut. Dierlings Damgarter Werft wirkte auch durch weitere dortige Schiffbaumeister, die hier lernten, wie Johann Carl Peters und Julius Miedbrodt, die beide ebenfalls aus Bartelshagen stammten. Dierling führte die Werft auch durch die schwierige Zeit der Kontinentalsperre, die für den Schiffbau drückend war. Nach Nikolaus Dierlings Tod wurde die Werft durch seine Söhne Johann Daniel und Heinrich bis 1880 geleitet. Sie stellte ihre Arbeit als Folge der wachsenden Konkurrenz durch den Stahlschiffbau ein.
Der Schiffbau, an dem Dierling einen nicht geringen Anteil hatte, wurde in Damgarten mit Werften und kleineren Schiffbauplätzen neben dem Hafen zu einem wichtigen Wirtschaftszweig.
Nikolaus Dierling war seit 1761 verheiratet mit Catharina Maria Ewert aus Bartelshagen, gestorben 1785 in Damgarten, kurz nach der Entbindung eines ihrer Kinder. Dierling starb in Damgarten am 3. August 1801 als „Bürger und Schiffbauherr“.
Sein Bruder Jacob Bogislav, geboren 1724 in Bartelshagen, gestorben vor 1792, wird zunächst als Einlieger in Langenhanshagen genannt, war später ebenfalls in Damgarten, dort als Bürger und Ackermann bezeichnet. Er war verheiratet mit Dorothea Hamann aus Bartelshagen. Von Jacob Bogislav stammt die heutige Familie Dierling in Damgarten ab.
Mit Wirkung vom 1. Februar 2015 wurde in Bartelshagen die damalige Hessenburger Straße umbenannt in Nikolaus-Dierling-Straße.